# Дмитриевка (приток Вьюницы)
Дмитриевка (Дмитровка) — река в Шатурском районе Московской области России. Берёт начало в болотах у посёлка Пустоши. Течёт на север и впадает во Вьюницу в 2,7 км от её устья по левому берегу, восточнее города Рошаля. Длина реки составляет 6,6 км.

## Данные водного реестра
По данным государственного водного реестра России относится к Окскому бассейновому округу, водохозяйственный участок — Клязьма от города Орехово-Зуево до города Владимира, речной подбассейн — Ока ниже впадения Мокши. Речной бассейн — Ока.
Код объекта в государственном водном реестре — 09010300712110000031993.